# Scoliogmus teres
Scoliogmus teres är en mångfotingart som beskrevs av Loomis 1941. Scoliogmus teres ingår i släktet Scoliogmus och familjen Stemmiulidae. Inga underarter finns listade i Catalogue of Life.